# Maxine McKew
Maxine McKew (ur. 1953) – australijska dziennikarka i polityk, od 2007 posłanka do parlamentu Australii z ramienia Australijskiej Partii Pracy (ALP). Przed rozpoczęciem kariery politycznej McKew była cenioną i znaną dziennikarką Australian Broadcasting Corporation, w 200 otrzymała Centenary Medal za zasługi dla dziennikarstwa w Australii.
W 2007 kandydowała do Izby Reprezentantów w rejonie wyborczym Bennelong pokonując Johna Howarda ówczesnego Premiera Australii.